# Pangénome
Le pangénome décrit la gamme complète de gènes dans une espèce. Il s'agit d'un sur-ensemble de tous les gènes de toutes les souches d'une espèce. L'importance du pangénome se pose dans un contexte évolutif, en particulier en rapport avec la métagénomique, mais est également utilisé dans un contexte plus large de la génomique.
Le pangénome comprend le génome "de base" (appelé "core genome") contenant des gènes présents dans toutes les souches et le génome accessoire (appelé "accessory genome"), lui-même composé des gènes spécifiques des environnements (appelée "shell genome") et des "gènes uniques" spécifiques aux souches uniques (appelé "cloud genome").